# Equipa da Superleague Fórmula Team Spain - Club Atlético de Madrid
A Equipa da Superleague Fórmula Team Spain - Club Atlético Madrid é uma equipa da Superleague Fórmula que representa o clube espanhol do Atlético de Madrid naquele campeonato, e que, a partir de 2011, com a introdução do conceito Nations Cup no campeonato, passa a representar também o país do clube, a Espanha. Entrou na época inaugural (2008), na qual foi operada pela EuroInternational e teve Andy Soucek como piloto. Em 2009 voltou a participar, sendo operada pela Alan Docking Racing e teve como pilotos Ho-Pin Tung (rondas 1 a 3) e María de Villota (rondas 4 até ao final da época). Em 2010, John Martin foi o piloto na 1ª ronda, que foi substituído por María de Villota a partir da 2ª ronda. De Villota foi substituída por Bruno Méndez na 10ª ronda da época, e por Paul Meijer na ronda seguinte, voltando para a última ronda da temporada. A equipa de automobilismo foi a Alpha Team / Alpha Motorsport durante toda a época. Para 2011, María de Villota é a piloto e a equipa de automobilismo é a EmiliodeVillota Motorsport.

## Temporada de 2008
Na temporada inaugural, o piloto Andy Soucek esteve aos comandos do carro do Atlético de Madrid. O clube falhou a 1ª ronda, em Donington Park, e acabou o campeonato em 18º lugar.

## Temporada de 2009
Em 2009 a equipa espanhola teve como piloto entre as 1ª e 3ª rondas o chinês Ho-Pin Tung, que foi substituído por María de Villota a partir da 4ª ronda até ao final da época. O Atlético de Madrid foi operado nesta época pela Alan Docking Racing. No final do campeonato, a equipa ficou em 15º.

## Temporada de 2010
Para a 2010, o Atlético de Madrid teve John Martin como piloto na 1ª ronda, tendo este sido substituído por María de Villota a partir da 2010. Bruno Méndez substituiu de Villota na 10ª ronda da época, e Paul Meijer assumiu o lugar ao volante do carro do Atlético de Madrid ronda seguinte. Para a última ronda da temporada voltou María de Villota. A equipa de automobilismo foi a Alpha Team / Alpha Motorsport durante toda a época.

## Temporada de 2011
Na época de 2011, María de Villota é a piloto e a equipa de automobilismo é a EmiliodeVillota Motorsport.

## Registo

### 2008
(Legenda)
| Equipa de Automobilismo | Pilotos | 1   | 1   | 2   | 2   | 3   | 3   | 4   | 4   | 5   | 5   | 6   | 6   | Pontos | Class. |
| Equipa de Automobilismo | Pilotos | DON | DON | NÜR | NÜR | ZOL | ZOL | EST | EST | VAL | VAL | JER | JER | Pontos | Class. |
| ----------------------- | ------- | --- | --- | --- | --- | --- | --- | --- | --- | --- | --- | --- | --- | ------ | ------ |
| EuroInternational       |         |     |     |     |     |     |     |     |     |     |     |     |     |        |        |
| Andy Soucek             |         |     | NC  | 9   | 5   | 13  | 6   | 17  | 16  | 12  | 16  | 18  | 132 | 18º    |        |

### 2009
| Equipa de Automobilismo | Pilotos          | 1   | 1   | 2   | 2   | 3   | 3   | 4   | 4   | 5   | 5   | 6   | 6   | Pontos | Class. |
| Equipa de Automobilismo | Pilotos          | MAG | MAG | ZOL | ZOL | DON | DON | EST | EST | MOZ | MOZ | JAR | JAR | Pontos | Class. |
| ----------------------- | ---------------- | --- | --- | --- | --- | --- | --- | --- | --- | --- | --- | --- | --- | ------ | ------ |
| Alan Docking Racing     | Ho-Pin Tung      | 14  | 12  | 18  | 2   | 9   | 7   |     |     |     |     |     |     | 202    | 15º    |
| Alan Docking Racing     | María de Villota |     |     |     |     |     |     | 14  | 13  | 14  | 10  | 17  | 7   | 202    | 15º    |

### 2010
| Alpha Team/Alpha Motorsport | John Martin      | 10 | 3 |    |    |    |   |    |    |    |   |    |    |    |   |    |    |    |    |   |    |    |   |    |    | 265 | 17º |
| Alpha Team/Alpha Motorsport | María de Villota |    |   | 16 | 14 | 15 | 6 | EX | DQ | 16 | 4 | 16 | 11 | 14 | 7 | NC | NC | 17 | 12 |   |    |    |   | 13 | 10 | 265 | 17º |
| Alpha Team/Alpha Motorsport | Bruno Méndez     |    |   |    |    |    |   |    |    |    |   |    |    |    |   |    |    |    |    | 9 | 14 |    |   |    |    | 265 | 17º |
| Alpha Team/Alpha Motorsport | Paul Meijer      |    |   |    |    |    |   |    |    |    |   |    |    |    |   |    |    |    |    |   |    | 14 | 5 |    |    | 265 | 17º |

† Ronda extra-campeonato

### 2011
| Equipa de Automobilismo    | Pilotos          | 1   | 1   | 2   | 2   | 3   | 3   | 4          | 4          | 5   | 5   | 6   | 6   | 7   | 7   | 8                 | 8                 | Pontos | Class. |
| Equipa de Automobilismo    | Pilotos          | ASS | ASS | ZOL | ZOL | GOI | GOI | TBA Brasil | TBA Brasil | PEQ | PEQ | SHA | SHA | SEU | SEU | TBA Nova Zelândia | TBA Nova Zelândia | Pontos | Class. |
| -------------------------- | ---------------- | --- | --- | --- | --- | --- | --- | ---------- | ---------- | --- | --- | --- | --- | --- | --- | ----------------- | ----------------- | ------ | ------ |
| EmiliodeVillota Motorsport | María de Villota | 12  | 12  |     |     |     |     |            |            |     |     |     |     |     |     |                   |                   | 28*    | 13º*   |

Nota - *: Temporada em curso

#### Resultados em Super Final
| Ano  | 1      | 2       | 3      | 4          | 5       | 6      | 7      | 8                 | 9      | 10     | 11    | 12     |
| ---- | ------ | ------- | ------ | ---------- | ------- | ------ | ------ | ----------------- | ------ | ------ | ----- | ------ |
| 2009 | MAG NQ | ZOL N/A | DON NQ | EST NQ     | MOZ N/A | JAR NQ |        |                   |        |        |       |        |
| 2010 | SIL 6  | ASS NQ  | MAG NQ | JAR NQ     | NÜR NQ  | ZOL NQ | BDH NQ | ADR NQ            | POR NQ | ORD NQ | PEQ † | LOS NQ |
| 2011 | ASS NQ | ZOL     | GOI    | TBA Brasil | PEQ     | SHA    | SEU    | TBA Nova Zelândia |        |        |       |        |

† 3ª corrida programada mas não disputada